# Genovesato
Genovesato è il nome con cui si definiva e, talvolta, ancora si definisce il territorio che a partire dalla seconda metà dell'XI secolo venne assoggettato alla Compagna Communis, l'embrione del futuro comune di Genova e, poi, della Repubblica di Genova.
In epoche passate si è tuttavia inteso indicare con Genovesato l'insieme dei territori direttamente dipendenti da Genova, escludendo le città confederate ed i feudi imperiali.
Il termine "Liguria" è un’invenzione recente. Dal punto di vista amministrativo i confini della regione attuale sono stati delineati solo alla vigilia dell’unificazione nazionale, quando le due province di Porto Maurizio e di Genova giunsero ad abbracciare un territorio quasi identico a quello della regione odierna. Ancora di più tardò ad affermarsi il nome di quel territorio: Liguria era una parola del linguaggio erudito, usata per designare il paese che in età preromana si estendeva dalla Provenza al Veneto, e che anche in età romana era assai vasto, comprendendo ora il Piemonte, ora altre terre della Padania. Sino a tutto il XVIII secolo, e poi ancora per buona parte dell’Ottocento, si parlò appunto di Genovesato. Gli abitanti delle riviere, quando andavano in paesi stranieri, si autodefinivano genovesi; e la parola ligure, paradossalmente, nei dialetti di Liguria neppure esiste. Tutto questo è comprensibile se si considera che la storia della Liguria si identifica in certo senso con la lotta condotta da Genova per affermare la propria egemonia su quel territorio: egemonia apparentemente realizzata nel 1528 allorché, sottomesse le più agguerrite città rivali, fu proclamata la Repubblica di Genova. Essa durò sino al 1797, anno in cui - con il contributo determinante del generale Bonaparte e della sua Armée d’Italie - il regime aristocratico cadde e fu sostituito da uno Stato democratico il quale, volendo esser nuovo anche nel nome, si chiamò Repubblica Ligure. Allora per la prima volta questo nome di Liguria venne di moda per designare il Genovesato. In parte dipese dal generale risveglio del lessico greco-romano che accompagnò la Rivoluzione francese e la sua espansione in Europa, ed ecco infatti un fiorire di repubbliche dai nomi classicheggianti: Elvetica, Batava, Cisalpina, Partenopea. In parte ancor maggiore rispose alla volontà di annunciare un’epoca in cui gli egoismi e i privilegi delle antiche «città dominanti» dovevano cedere il posto a una politica di eguaglianza.
Oggi il significato del termine viene traslato con il territorio della città metropolitana di Genova, anche se sempre più spesso si tende a perdere l'antico termine privilegiando l'aggettivo sostantivato Genovese.